# Leopoldów (powiat białobrzeski)
Leopoldów – wieś w Polsce, położona w województwie mazowieckim, w powiecie białobrzeskim, w gminie Białobrzegi. 
Miejscowość wchodzi w skład sołectwa Brzeska Wola.
Wierni Kościoła rzymskokatolickiego należą do parafii Świętej Trójcy w Białobrzegach.